# Aião
Aião ist eine Gemeinde (Freguesia) im portugiesischen Kreis Felgueiras. In ihr leben 828 Einwohner (Stand 19. April 2021).